# Jerome Kiesewetter
Jerome Kiesewetter est un joueur international américain de soccer né le 9 février 1993 à Berlin, en Allemagne. Il évolue au poste de milieu offensif.

## Biographie

### Carrière en club
Repéré par le VfB Stuttgart alors qu'il n'est qu'en junior, il signe son contrat professionnel en 2014 et joue son premier match de Bundesliga dans la foulée.
Relégué et en manque de temps de jeu, il signe à Düsseldorf le 1er juillet 2016.
Après une saison prolifique en USL Championship où il inscrit douze buts avec le Locomotive d'El Paso, il rejoint l'Inter Miami CF, en Major League Soccer, le 18 novembre 2019.

### Carrière internationale
Bien que né à Berlin, il possède également la nationalité américaine par son père, ce qui lui vaut d'avoir été sélectionné dans presque toutes les catégories de jeunes des États-Unis. Il participe notamment au championnat de la CONCACAF des moins de 20 ans en 2013.
Il reçoit sa première sélection avec l'équipe des États-Unis le 31 janvier 2016, en amical contre l'Islande (victoire 3-2).